# Crocidura afeworkbekelei
Crocidura afeworkbekelei (Lavrenchenko, Voyat & Hutterer, 2016) è un toporagno della famiglia dei Soricidi endemico dell'Etiopia.

## Descrizione

### Dimensioni
Toporagno di piccole dimensioni, con la lunghezza della testa e del corpo tra 78 e 85 mm, la lunghezza della coda tra 43 e 48 mm, la lunghezza del piede tra 16,3 e 17 mm, la lunghezza delle orecchie tra 8,5 e 10 mm.

### Aspetto
Le parti dorsali sono bruno-grigiastre con la base dei peli è grigia, mentre le parti ventrali sono grigie con la punta dei peli giallastro chiare. Il dorso delle zampe è grigio chiaro. I piedi sono leggermente allungati. La coda, lunga tra 50,6 e 61,5 % della testa e del corpo, è marrone sopra, grigio-brunastra sotto e cosparsa di lunghe setole ovunque.

## Distribuzione e habitat
Questa specie è conosciuta soltanto sulle Montagne di Bale, nell'Etiopia sud-occidentale.
Vive nella catena afroalpina con vegetazione bassa e sparsa a circa 4.000 metri di altitudine.

## Conservazione
Questa specie, essendo stata scoperta solo recentemente, non è stata sottoposta ancora a nessun criterio di conservazione.